# Santa Rosa de Yanamaru
Santa Rosa de Yanamaru es una población ecuatoriana en la provincia de Sucumbíos. También se conoce a esta localidad por Santa Rosa de Sucumbíos e incluso pueden encontrarse otros nombres. 

## Historia

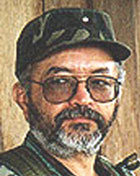
La muerte de Raúl Reyes desató un incidente diplomático regional.

Saltó a la prensa mundial por ser el lugar del fallecimiento del comandante guerrillero de las FARC Luis Edgar Devia Silva alias Raúl Reyes a manos de las Fuerzas Militares de Colombia.
El 1 de marzo de 2008, el gobierno colombiano, mediante su ministro de defensa, Juan Manuel Santos, confirmó la muerte de Luis Edgar Devia Silva, alias Raúl Reyes, miembro del secretariado de las FARC en territorio ecuatoriano.
También se informó de la muerte de veinte personas más, entre ellas tres mexicanos estudiantes de la UNAM, en investigación.